# Dorothea Suffrian
Dorothea Suffrian (* 27. November 1894 in Hannover; † 8. Oktober 1967 ebenda) war eine deutsche freiberufliche Malerin und Grafikerin, sowie Assistentin von Lucian Bernhard. Zu ihren Werken zählen Bucheinbände für den Ullstein Verlag und Produktverpackungen für Firmen wie Theodor Hildebrand & Sohn.

## Leben und Werk

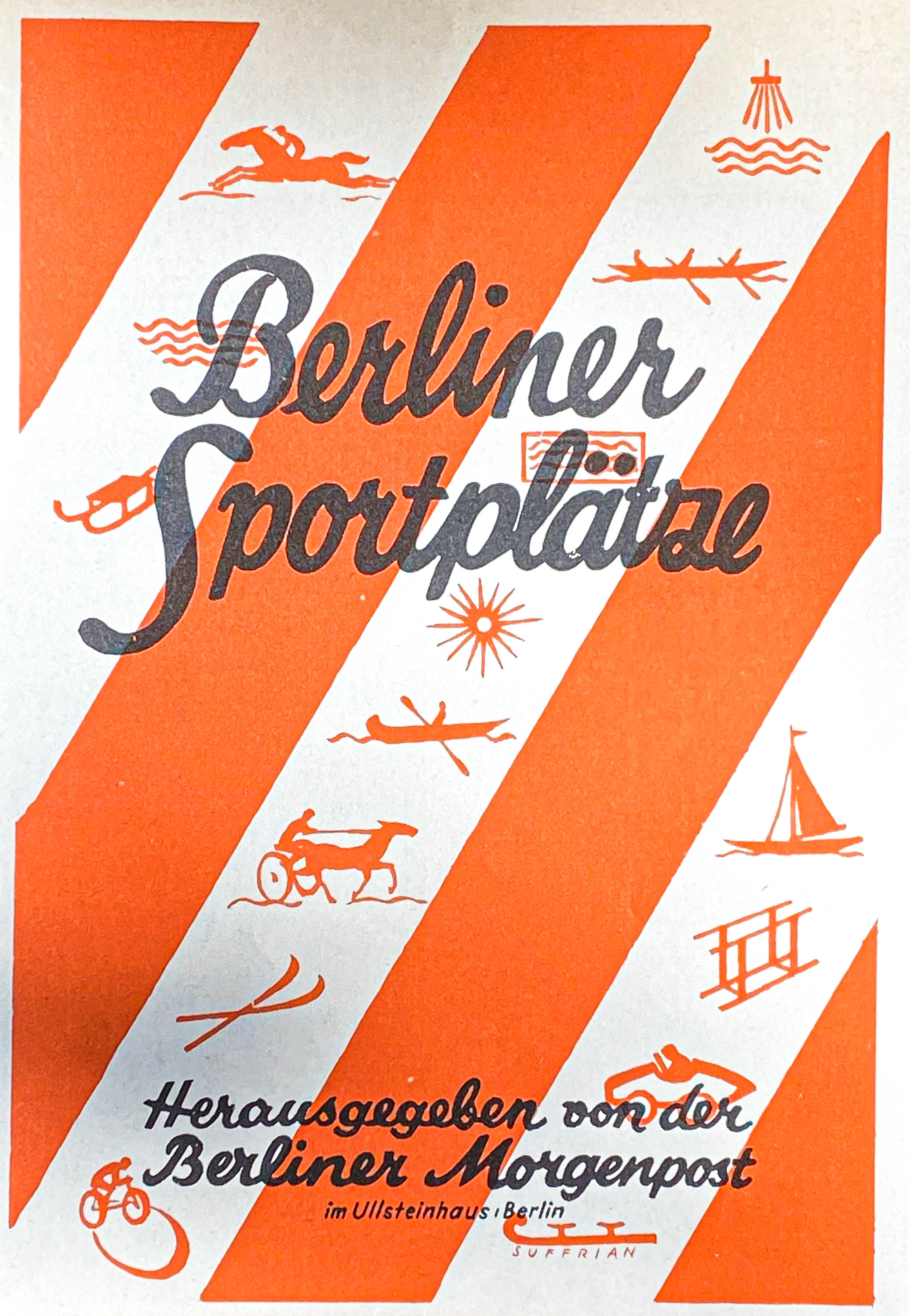
Cover des von Suffrian gestalteten Stadtplanes „Berliner Sportplätze um 1928“ für die Berliner Morgenpost im Ullstein-Verlag

Dorothea Suffrian besuchte als Schülerin die Hannover Kunstgewerbeschule. Später belegte sie Abendkurse in Berlin. Von 1918 bis 1923 unterstützte sie Lucian Bernhard in Berlin als Assistentin. 1903 bekam sie ihren Sohn Wilhelm Suffrian, welcher sich 1920 für eine Tischlerausbildung am Bauhaus in Dessau bewarb. Ab 1933 lebt Dorothea Suffrian in Berlin.

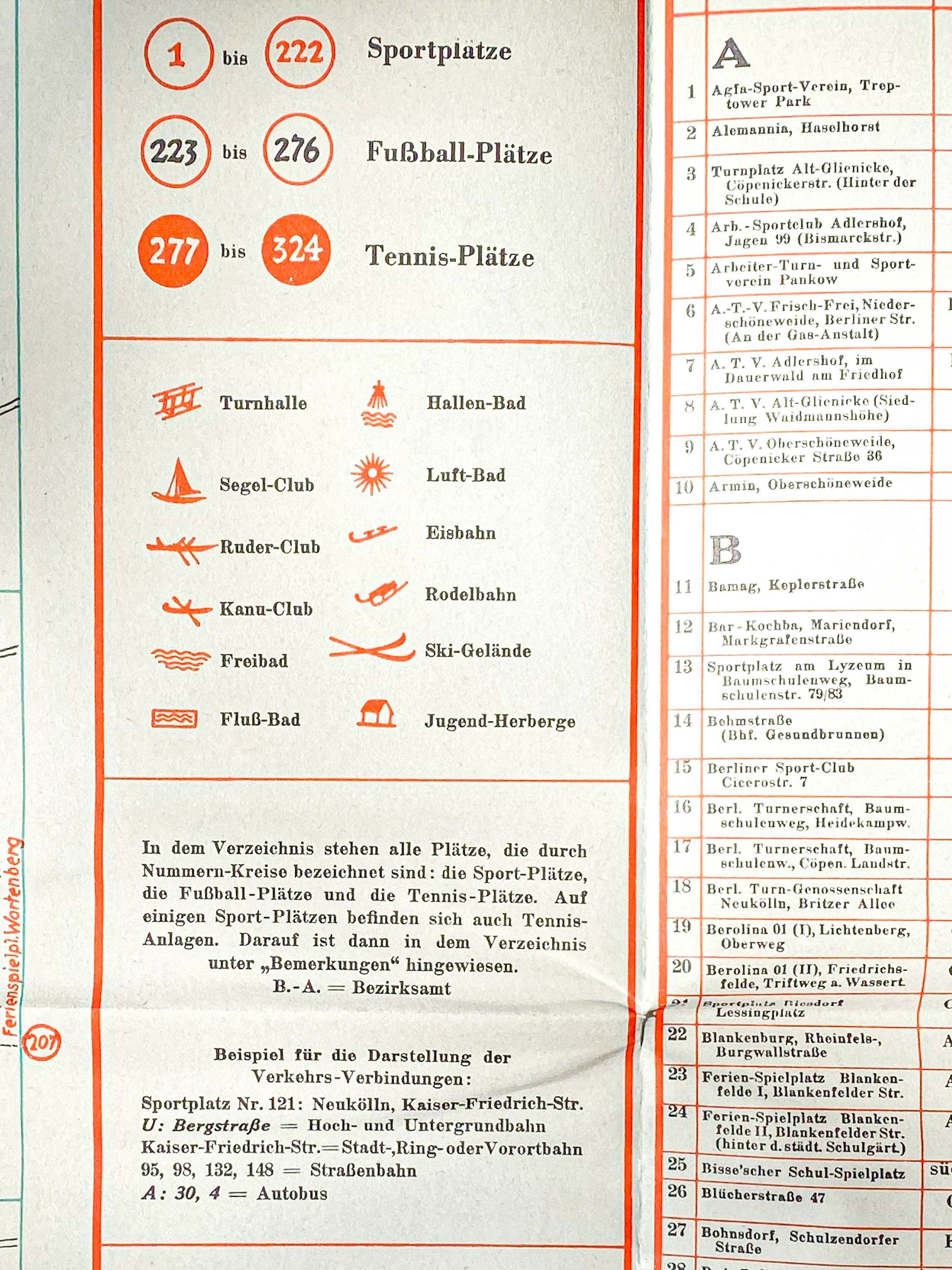
Ausschnitt mit Piktogrammen des Stadtplanes

Dort entwarf sie als freiberufliche Designerin für Verlage, wie das Druckhaus Tempelhof/Ullsteinhaus Berlin, Propyläen und für den Junker und Dünnhaupt Verlag, welcher aufgrund seiner Nähe zum Nationalsozialismus 1945 von den Alliierten verboten wurde. Sie entwarf Buchumschläge und Einbände für die jeweiligen Verlage. Unter anderem arbeitete sie durch den Ullstein Verlag an einem Stadtplan für die Berliner Morgenpost, in dem sie Sportplätze und sportliche Freizeitmöglichkeiten für das Jahr 1928 illustrierte. Die Karte wurde 1983 als Reprint für Sammler vom Archiv Verlag erneut veröffentlicht.
Für Theodor Hildebrand & Sohn und die Halloren Schokoladenfabrik entwarf sie zahlreiche Pralinenverpackungen sowie Reklame und Werbetafeln. Auch skizzierte sie die Stammtafel der Familie Miethe.
Weitere Kunden waren unter anderem die NORD-WEST Schuhwareneinkaufsgenossenschaft eGaus in Hamburg (heute ANWR-Group), die Baumwollspinnerei & Zwirnerei Kühn, Vierhaus & Cie. AG. Auch gestaltet sie 1922 das Werbeblatt für die Firmen M. Wigdor, A. Elsner & Co., Schönberger Cabinet und Szawe, welches in der Online-Sammlung des Jüdischen Museums Berlin zu betrachten ist.

## Briefmarken
Suffrian gestaltete um 1929 die Luftpostmarken für die Kolumbianische Republik. Die Marken repräsentierten Produkte der Industrien des Landes, wie Kaffee, Bananen und weitere charakteristische Produkte.

## Buchumschläge für den Junker und Dünnhaupt Verlag
- Irene Cordes: Der Weg ohne Gnade. Berlin 1943.
- Werner von Rheinbaben: Kurzgefasste politische Geschichte des Krieges 1939-42. Berlin 1942.
- Emil Robert Gärtner: Kroatien in Südslawien. Historisch-politische Studie. Berlin 1944.
- Rudolph Unger: Zur Dichtungs- und Geistesgeschichte der Goethezeit. Berlin 1944.
- Hans Ludwig Wegener: Der Britische Geheimdienst im Orient. Berlin 1942.
- Hans Ludwig Wegener: Terror und Intrige als mittel englischer Politik. Berlin 1942.
- Theodor Sonnemann: Das Gold in der Kriegswirtschaft. Über die wehrwirtschaftliche Bedeutung des Goldes im modernen Kriege. Berlin 1944.
- Friedrich Schönemann: Kultur in USA. Die Wirklichkeit eines Massenwahns. Berlin 1943.

## Weitere Arbeiten
Unter anderem entwarf Suffrian einen Briefkopf für die SCADTA – die Kolumbianisch-Deutsche Lufttransportgesellschaft. Auch außerhalb von Halloren und Hildebrand gestaltete sie Produktverpackungen und Reklame, wie z. B. für das Nähzubehör von Leukora. Außerdem gehörten zu ihren Kunden der Deutsche Reklameverband, das Einrichtungshaus Herrman Gerson in Berlin, der Textilladen von Siegmund Strauss. Jr. in Berlin oder die Sektkellerei Schönberger in Mainz.